# Muscari botryoides
El jacinto de la uva o jacinto ramoso (Muscari bothyroides) es una hierba perenne de vistosas flores de color púrpura o azul, nativa de Europa Central y Asia.

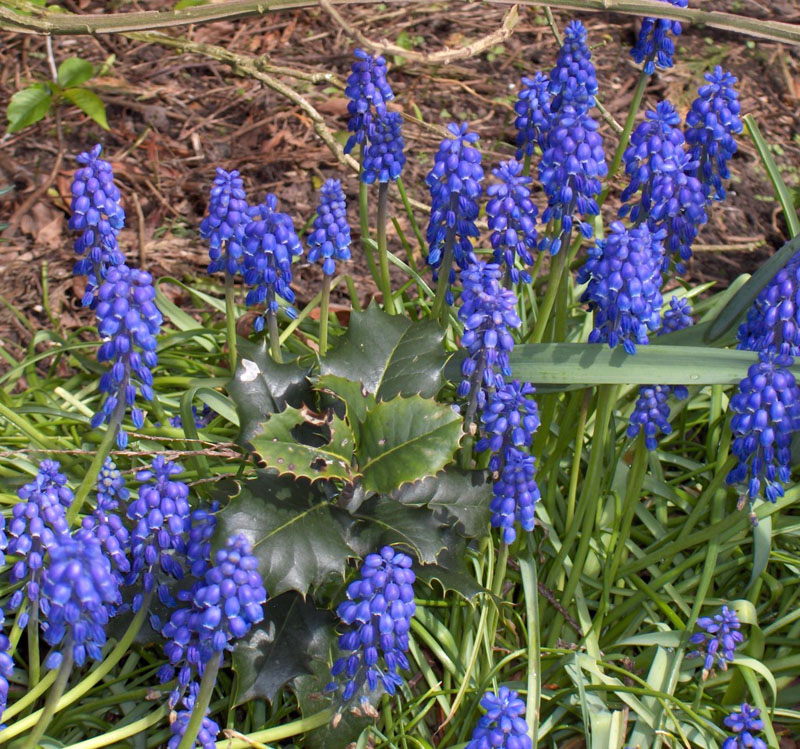
Inflorescencias

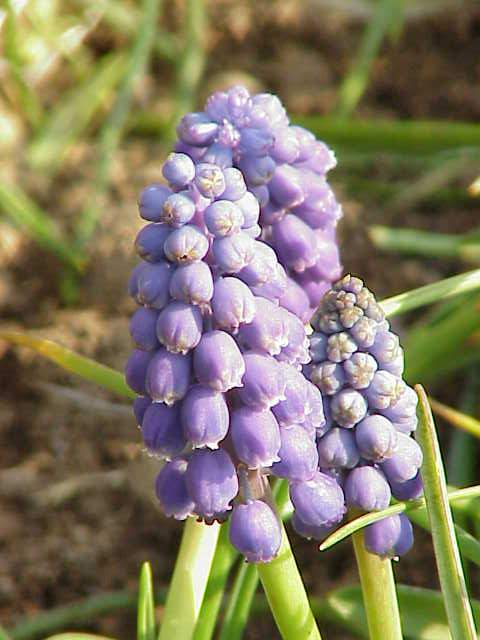
Detalle de la inflorescencia

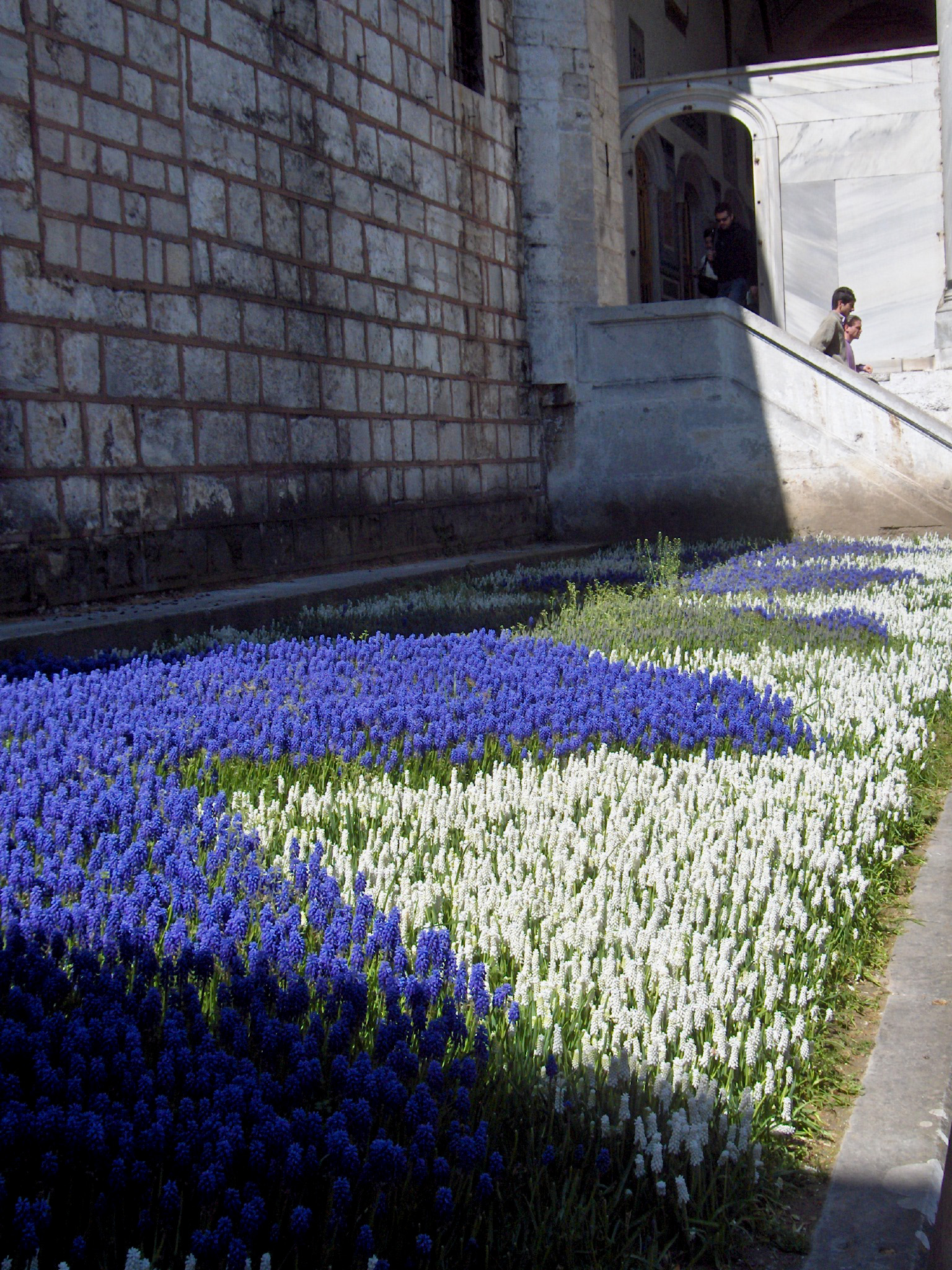
Jardines del Palacio de Topkapi en Estambul

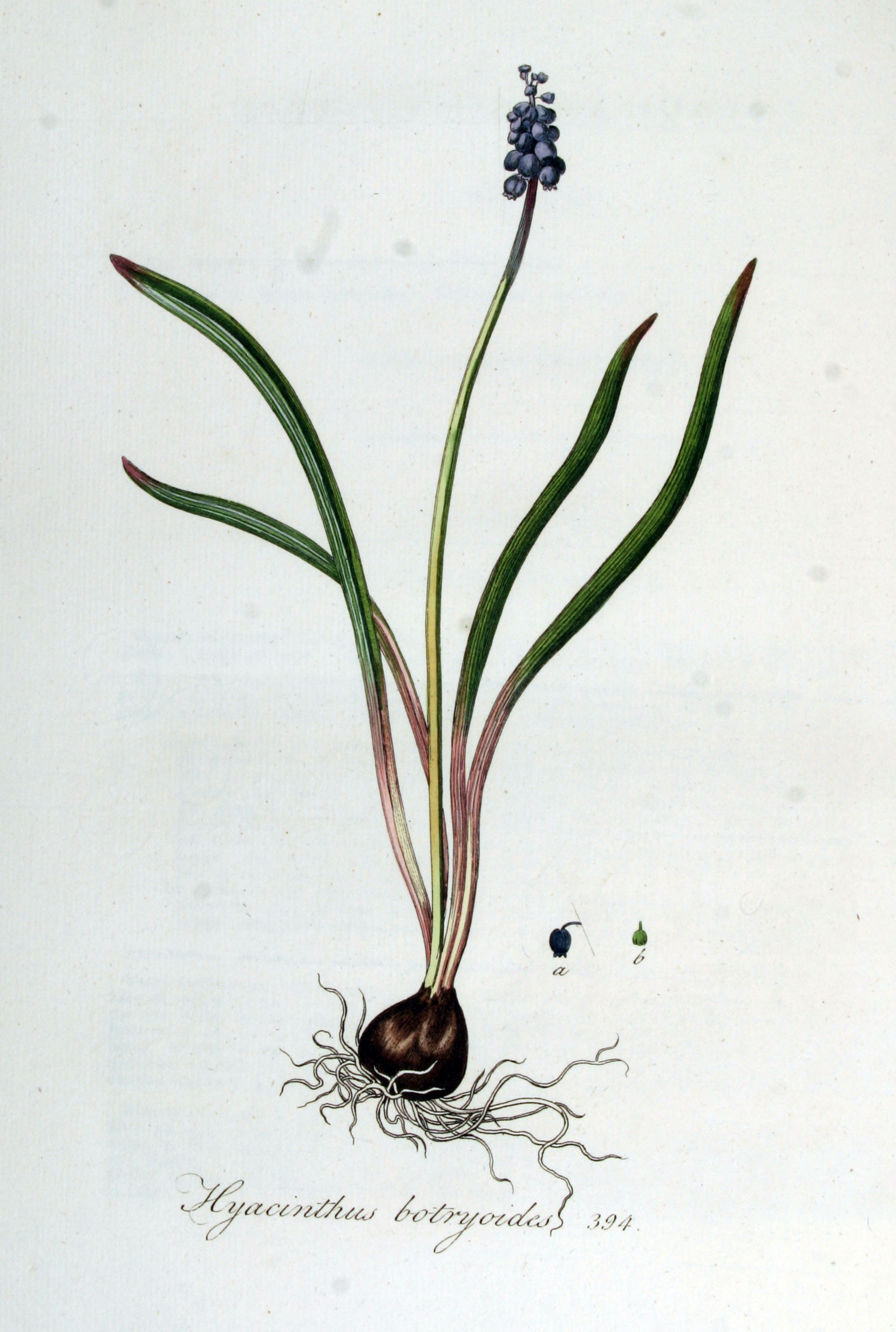
Ilustración de Flora Batava

## Características
Es una hierba que apenas llega a los 30 cm de altura en condiciones óptimas, con la raíz formando bulbos. Las hojas son acanaladas o en forma de U, de unos 20 cm de largo por 5 milímetros de ancho. Desde finales de invierno hasta principio del verano presenta flores colgantes de color púrpura o azul marino, de hasta 1 cm de tamaño, formando racimos compactos de ellas. La corola, minúscula, presenta 6 piezas con puntas blancas y cortas. El fruto es una cápsula alada.

## Hábitat y cultivo
Prefiere suelos húmedos, prados y pastizales. Tolera suelos calizos y temperaturas bajas.
Está muy extendido en jardinería dada su facilidad a la naturalización. Las composiciones de rocalla, agrupaciones; alrededor de arbustos, formando grupos más o menos compactos, etc.
En los jardines de p lo Keukenhof (Países Bajos), se plantan millares de muscaris, formando un pasillo largo y estrecho que simula las aguas de un río.

## Taxonomía
Muscari botryoides fue descrito por Carlos Linneo  y publicado en The Gardeners Dictionary:... eighth edition no. 1. 1768.
Etimología
Muscari: nombre genérico que deriva del  latín medieval muscarium,  un derivado del almizcle, que evoca el olor almizclado de ciertas especies.
botryoides: epíteto latíno compuesto que significa "parecido a una uva".
Variedades
- Muscari botryoides forma candicum Voss
- Muscari botryoides subsp. hungaricum Priszter
- Muscari botryoides subsp. kerneri (Marches.) K.Richt.
- Muscari botryoides lusus lacteiflorum (Borbás) Soó
- Muscari botryoides var. lelievrii (Boreau) Baker
- Muscari botryoides subsp. lelievrii (Boreau) K.Richt.
- Muscari botryoides subsp. longifolium (Rigo) Garbari
- Muscari botryoides subsp. motelayi (Foucaud) Kerguélen
- Muscari botryoides subsp. transsilvanicum (Schur) Soó

Sinonimia
- Botryanthus alpestris Jord. & Fourr.
- Botryanthus boraeanus Jord. & Fourr.
- Botryanthus candidus Jord. & Fourr.
- Botryanthus compactus Jord. & Fourr.
- Botryanthus conicus Jord. & Fourr.
- Botryanthus festinus Jord. & Fourr.
- Botryanthus heldreichii Jord. & Fourr.
- Botryanthus kerneri Marches.
- Botryanthus lelievrii (Boreau) Jord. & Fourr.
- Botryanthus odorus var. compactus (Jord. & Fourr.) Nyman
- Botryanthus vulgaris Kunth
- Botryanthus vulgaris var. kerneri (Marches.) Nyman
- Botryanthus vulgaris var. transsilvanicus (Schur) Nyman
- Botryphile botryoides (L.) Salisb.
- Czekelia transsylvanica (Schur) Schur
- Eubotrys arvensis Raf.
- Hyacinthus botryoides L.
- Muscari alpinum Szafer ex Racib.
- Muscari carpaticum Racib.
- Muscari heldreichii Boiss.
- Muscari hymenophorum Heldr. ex Boiss.
- Muscari inodorum Montandon
- Muscari kerneri (Marches.) Soldano
- Muscari kerneri var. lacteiflorum Borbás
- Muscari lelievrii Boreau
- Muscari longifolium Rigo
- Muscari motelayi Foucaud
- Muscari pocuticum Zapal.
- Muscari polyphyllum Schur
- Muscari transsilvanicum Schur
- Scilla inflata Salisb.[3]